# Barrio Saavedra (Zárate)
Barrio Saavedra es un barrio de la ciudad argentina de Zárate, cabecera del partido homónimo situado en el noreste de la provincia de Buenos Aires.

## Toponimia
Su nombre es en homenaje a Dionisio Saavedra, primo segundo del controversial militar y estadista Cornelio Saavedra nacido en Potosí que protagonizó la Revolución de Mayo.

## Demografía
Cuenta con 1,681 habitantes (Indec, 2001), lo que representa un incremento del 48,2 % frente a los 1,134 habitantes (Indec, 1991) del censo anterior.